# توبلینگ
توبلینگ (به آلمانی: Tüßling) یک شهر در آلمان است که در بایرن واقع شده‌است.

## خصوصیات
توبلینگ ۱۹٫۵۷ کیلومترمربع مساحت دارد ۴۰۷ متر بالاتر از سطح دریا واقع شده‌است.